# Inyangani
Inyangani lub Nyangani – szczyt na Płaskowyżu Zimbabwe. Leży w Zimbabwe, niedaleko granicy z Mozambikiem. Jest to najwyższy szczyt tego kraju. Znajduje się na terenie Parku Narodowego Nyanga.